# Список лидеров кинопроката США 2025 года
Список лидеров кинопроката США 2025 года содержит аннотированное перечисление фильмов, которые занимали первое место в США по итогам сборов каждой из недель 2025 года.

## Список
Указаны сборы в кинопрокате за одну текущую неделю.
| #  | Дата            | Фильм                                | Сборы        | Примечания |
| -- | --------------- | ------------------------------------ | ------------ | --- |
| 1  | 5 января 2025   | Муфаса: Король Лев                   | $23 461 633  | «Муфаса: Король Лев» занял первое место в прокате на третьей неделе после выхода. |
| 2  | 12 января 2025  | Охота на воров 2: Пантера            | $15 022 909  | «Охота на воров 2: Пантера» стал первым фильмом студии Lionsgate, возглавившим прокат со времён «Голодных игр: Баллада о змеях и певчих птицах» в 2023 году. |
| 3  | 19 января 2025  | Муфаса: Король Лев                   | $12 055 589  | «Муфаса: Король Лев» вернул себе первое место в прокате на пятой неделе после выхода, став первым фильмом со времён «Дэдпула и Росомахи», который возглавил прокат на пятой неделе. Первоначальные прогнозы ставили фильм «Один из этих дней» выше «Муфасы: Короля Льва».                                                                         |
| 4  | 26 января 2025  | Особо опасный пассажир               | $11 583 488  | |
| 5  | 2 февраля 2025  | Догмен: Пушистая справедливость      | $36 001 940  | |
| 6  | 9 февраля 2025  | Догмен: Пушистая справедливость      | $13 807 775  | |
| 7  | 16 февраля 2025 | Капитан Америка: Новый мир           | $88 842 603  | |
| 8  | 23 февраля 2025 | Капитан Америка: Новый мир           | $28 170 093  | |
| 9  | 2 марта 2025    | Капитан Америка: Новый мир           | $14 850 888  | «Капитан Америка: Новый мир» стал первым фильмом 2025 года, который возглавил прокат три недели подряд. |
| 10 | 9 марта 2025    | Микки 17                             | $19 002 852  | |
| 11 | 16 марта 2025   | Новокаин                             | $8 809 436   | |
| 12 | 23 марта 2025   | Белоснежка                           | $42 206 415  | |
| 13 | 30 марта 2025   | Мастер                               | $15 510 312  | |
| 14 | 6 апреля 2025   | Minecraft в кино                     | $162 753 003 | «Minecraft в кино» побил рекорд «Братьев Супер Марио в кино» ($146,4 млн) по самым высоким сборам в дебютный уикенд среди экранизаций видеоигр. На данный момент это самый кассовый дебютный уикенд 2025 года. |
| 15 | 13 апреля 2025  | Minecraft в кино                     | $78 503 124  | «Minecraft в кино» показал лучшие сборы во второй уикенд среди всех фильмов со времён «Головоломки 2» ($101,2 млн). На втором месте — «Царь царей», чей дебютный уикенд ($19,4 млн) побил рекорд «Принца Египта» ($14 млн) по самым высоким кассовым сборам в премьерные выходные среди анимационных библейских фильмов.                          |
| 16 | 20 апреля 2025  | Грешники                             | $48 007 468  | Фильм «Грешники» показал самые высокие сборы в дебютный уикенд среди оригинальных картин со времён «Нет» ($43,6 млн) в 2022 году. |
| 17 | 27 апреля 2025  | Грешники                             | $45 708 664  | Падение сборов фильма «Грешники» всего на 5% во второй уикенд побило рекорд «Прочь» (–19,5%) по наименьшему снижению среди фильмов ужасов. На втором месте — юбилейный релиз «Звёздных войн. Эпизод III: Месть ситхов», который собрал $25,4 млн, став самым кассовым перевыпуском со времён «Короля Льва» в 3D ($30,1 млн) в сентябре 2011 года. |
| 18 | 4 мая 2025      | Громовержцы*                         | $74 300 608  | |
| 19 | 11 мая 2025     | Громовержцы*                         | $32 390 811  | |
| 20 | 18 мая 2025     | Пункт назначения: Узы крови          | $51 600 106  | |
| 21 | 25 мая 2025     | Лило и Стич                          | $146 016 175 | «Лило и Стич» побил рекорд «Топ Ган: Мэверик» ($126,7 млн) по самым высоким сборам в дебютный уикенд Дня памяти. |
| 22 | 1 июня 2025     | Лило и Стич                          | $61 808 626  | |
| 23 | 8 июня 2025     | Лило и Стич                          | $32 362 543  | «Лило и Стич» стал первым фильмом со времён «Капитана Америки: Новый мир», который возглавил прокат три недели подряд. |
| 24 | 15 июня 2025    | Как приручить дракона                | $84 633 315  | |
| 25 | 22 июня 2025    | Как приручить дракона                | $36 577 190  | |
| 26 | 29 июня 2025    | F1                                   | $57 001 667  | «F1» побил рекорд «Рики Бобби: Король дороги» ($47 млн) по самым высоким сборам в дебютный уикенд среди игровых фильмов о автоспорте. Он также превзошёл рекорд «Убийц цветочной луны» ($23,3 млн), став самым кассовым дебютом среди оригинальных фильмов Apple.                                                                                 |
| 27 | 6 июля 2025     | Мир Юрского периода: Возрождение     | $92 016 065  | |
| 28 | 13 июля 2025    | Супермен                             | $125 021 735 | |
| 29 | 20 июля 2025    | Супермен                             | $58 450 094  | |
| 30 | 27 июля 2025    | Фантастическая четвёрка: Первые шаги | $117 644 828 | |

## Самые кассовые фильмы
Ниже представлен список десяти фильмов, собравших наибольшую кассу в США и Канаде за 2025 год.
| Место | Название                               | Дистрибьютор | Сборы, $    |
| ----- | -------------------------------------- | ------------ | ----------- |
| 1     | Minecraft в кино                       | Warner Bros. | 423 949 195 |
| 2     | Лило и Стич                            | Disney       | 420 928 071 |
| 3     | Мир Юрского периода: Возрождение       | Universal    | 311 366 265 |
| 4     | Супермен                               | Warner Bros. | 306 306 392 |
| 5     | Грешники                               | Warner Bros. | 278 578 513 |
| 6     | Как приручить дракона                  | Universal    | 259 458 625 |
| 7     | Капитан Америка: Новый мир             | Disney       | 200 500 001 |
| 8     | Миссия невыполнима: Финальная расплата | Paramount    | 196 944 706 |
| 9     | Громовержцы*                           | Disney       | 190 214 709 |
| 10    | F1                                     | Warner Bros. | 170 370 512 |